# Шкутяк Зіновій Васильович
Зіно́вій Васи́льович Шкутя́к (нар. 5 січня 1948, с. Грабівка, Калуський район, Івано-Франківська область) — український політик; депутат Верховної Ради України 5 та 6 скликань, член фракції Блоку «Наша Україна - Народна самооборона» (з листопаду 2007), член Комітету будівництва, містобудування і житлово-комунального господарства та регіональної політики (з грудня 2007), голова підкомітету з питань житлово-комунального господарства (з січня 2008); заступник голови НСНУ (з березня 2007), голова Івано-Франківської обласної організація (з квітня 2005).

## Життєпис
Народився 5 січня 1948 року в селі Грабівка на Калущині в селянській родині.
Здобув освіту в Львівському політехнічному інституті, факультет технології органічних речовин (1965—1970), інженер-хімік-технолог.
Жовтень 1970 — вересень 1975 — майстер, начальник зміни, Калуський хіміко-металургійний комбінат.
З вересня 1975 — начальник зміни, начальник відділення, липень 1977 — січень 1984 — начальник цеху, січень 1984 — листопад 1988 — заступник начальника виробничо-технічного відділу, листопад 1988 — квітень 1990 — директор, Івано-Франківський завод тонкого органічного синтезу.
Квітень 1990 — березень 1991 — голова, березень 1991 — липень 1992 — 1-й заступник голови, виконком Івано-Франківської міськради народних депутатів.
Липень 1992 — грудень 1994 — 1-й заступник глави, Івано-Франківська облдержадміністрація.
Грудень 1994 — червень 1996 — заступник голови Івано-Франківської облради з виконавчої роботи, начальник голови управління (департаменту) економіки та промисловості, Івано-Франківський облвиконком.
Червень 1996 — квітень 1998 — віце-президент, президент, ЗАТ «Регіональне агентство економічного розвитку».
Березень 1998 — квітень 2006 — Івано-Франківський міський голова. Член Ради НС «Наша Україна» (з березня 2005).
Народний депутат України 5-го скликання з кінця травня 2006 року. Обраний від Блоку «Наша Україна», № 80 в списку. На час виборів: Івано-Франківський міський голова, член НСНУ. Член Комітету з питань будівництва, містобудування і житлово-комунального господарства (з 07.2006), член фракції Блоку «Наша Україна» (з квітня 2006). Склав депутатські повноваження 8 червня 2007 року.
Народний депутат України 6-го скликання з листопада 2007 року від блоку «Наша Україна - Народна самооборона», № 51 в списку. На час виборів: тимчасово не працював, член НСНУ.
Член Національної ради з узгодження діяльності загальнодержавних і регіональних органів та місцевого самоврядування (з грудня 2000). Має два винаходи.
Співавтор праць:
- «Використання досвіду європейських країн для створення структури сприяння регіональній економіці» (1997);[джерело?]
- «Як отримати іноземну інвестицію» (1997);[джерело?]
- «Управління розвитком сільської місцевості в ринкових умовах» (1997).[джерело?]

## Родина
Дружина Надія Петрівна  — працівник регіонального відділення «Держнаглядохоронпраці»; дочка Зоряна — викладач Івано-Франківського національного технічного університету нафти і газу.

## Нагороди
- Почесна грамота Кабінету Міністрів України (серпень 2003).
- Лицарський хрест ордена Святого Сильвестра (4 листопада 2011)[1]
- Відзнака Президента України — ювілейна медаль «25 років незалежності України» (2016).[2]